# Pietro Arborio Gattinara
Pietro Giuseppe Arborio Gattinara o Pietro IV Arboreo Gattinara, (Albano Vercellese, 3 gennaio 1747 – Asti, 12 gennaio 1809) è stato un vescovo cattolico italiano, principe della Chiesa di Asti. È stato vescovo di Asti tra il 1788 ed il 1809.

## Biografia

### Origini e studi
Nato ad Albano e discendente da una nobile famiglia vercellese, era nipote di Francesco Arborio Gattinara, arcivescovo di Torino e di Giovan Mercurino Antonio Gattinara vescovo di Alessandria.
Dopo la laurea in Teologia a Torino, Pietro Arborio, trascorse un periodo presso la Regia Congregazione della Madonna di Superga, un istituto creato da Vittorio Amedeo II per accogliere e formare gli ecclesiastici destinati alle alte cariche del regno sabaudo.
In seguito, fu canonico a Vercelli, direttore del seminario e vicario generale.
Venne nominato vescovo di Asti dopo due anni di sede vacante retta dal canonico Cosma Damiano Carlevaris.

### L'invasione francese in Piemonte

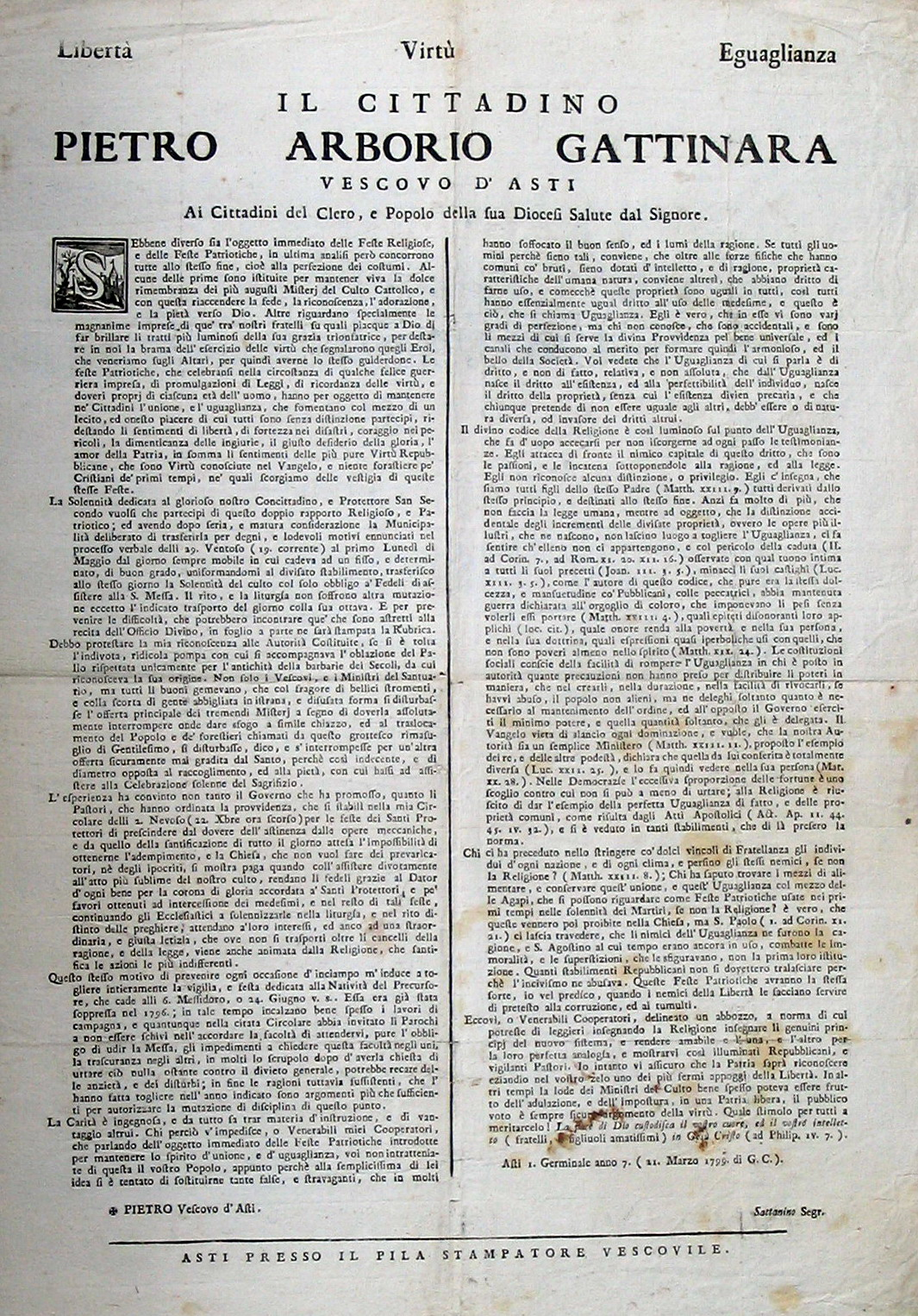
Disposizione al clero e alla cittadinanza sulle festività del patrono san Secondo del "cittadino" Pietro Arborio Gattinara, durante il governo francese. Asti 1799

Il Gattinara subentrò in uno dei periodi più difficili della diocesi astigiana: nel 1789 scoppiò la rivoluzione francese con conseguente invasione francese del territorio piemontese.
Questo portò il Piemonte ad una grave crisi economica: le spese per la guerra nel 1796 raggiunsero i trecento milioni e Vittorio Amedeo III ricorse ad ogni mezzo, compreso quello di requisire le proprietà ecclesiastiche, per far fronte all'urto bellico dei transalpini.
Nel 1798 venne soppressa la Congregazione dei Canonici Lateranensi di Santa Maria Nuova, requisiti terreni e proprietà della Certosa di Valmanera, del Capitolo della Cattedrale, della Collegiata di san Secondo, dei Frati Minori Conventuali, dell'Abbazia di San Bartolomeo, del Monastero di sant'Agnese e del Seminario.
Il Piemonte meridionale insorse con alcuni moti giacobini che portarono alla costituzione della Repubblica di Alba nel 1796, a quella di Asti del 1797, fino alla costituzione della Repubblica Cisalpina del 1797.
I francesi occuparono il Piemonte nel 1798; ad Asti si formò una nuova municipalità ed il vescovo Gattinara fu costretto a nominare sotto le pressioni dei francesi il canonico Benedetto Vejluva vicario generale della diocesi in sostituzione del canonico Biglia.
Tra maggio e giugno del 1799 una coalizione austro-russa sfondò il fronte piemontese riuscendo a giungere fino ad Asti. Molti ecclesiastici che avevano partecipato ai moti giacobini finirono agli arresti: il canonico Vejluva, il teologo Curione, don Gabri cappellano della cattedrale e l'abate Domenico di San Damiano.
Il Direttorio condusse prigioniero in Francia papa Pio VI, che morì in carcere il 29 agosto 1799.
Il 14 giugno 1800 con la vittoria a Marengo, Napoleone rioccupò il Piemonte e lo suddivise in sei dipartimenti. Asti divenne capoluogo del dipartimento del Tanaro (1800 - 1805).

### Soppressione delle congregazioni ecclesiastiche astigiane
Il governo francese soppresse moltissime congregazioni religiose e conventi tra il gennaio e l'aprile del 1801 e nonostante il concordato con la Santa Sede del 15 luglio 1801, ne vennero soppressi altri con decreti del 31 agosto 1802 e 5 settembre 1802.
L'11 settembre il Piemonte fu annesso alla Francia ed il 12 novembre 1804 il vescovo Arborio accolse papa Pio VII diretto a Parigi. Sosterà due giorni presso palazzo Roero di Monteu, anche il vescovo ed il prefetto di Asti, insigniti della stella della Legione d'onore seguiranno il Papa per l'incoronazione di Bonaparte.
| CONVENTI E CONGREGAZIONI RELIGIOSE ASTIGIANE SOPPRESSE NEL PERIODO NAPOLEONICO |                                                |                                               |                                                |                                           |                    |
| Anno                                                                           | Congregazione                                  | Convento o chiesa                             | Individui                                      | ubicazione                                | Capitale (in lire) |
| 20 gennaio 1801                                                                | Padri Serviti                                  | Convento di Santa Caterina                    | 22                                             | Rione Santa Caterina                      | 280.500            |
| 20 marzo 1801                                                                  | Frati Certosini                                | Certosa di SS. Filippo e Giacomo di Valmanera | 29                                             | Valmanera                                 | 902.000            |
| 2 aprile 1801                                                                  | Frati Cappuccini                               | Convento dei Cappuccini                       | 11                                             | Casabianca                                | -                  |
| 3 aprile 1801                                                                  | Frati Minori Osservanti di San Bernardino      | Chiesa e Convento di San Bernardino           | 32                                             | Piazza Roma                               | -                  |
| 3 aprile 1801                                                                  | Frati Minori Conventuali di San Francesco      | Chiesa e Convento di San Francesco            | 15                                             | Rione San Paolo                           | 225.000            |
| 31 agosto 1802                                                                 | Benedettini di San Domenico                    | Convento                                      | -                                              | Azzano d'Asti                             | -                  |
| 31 agosto 1802                                                                 | Domenicani della Maddalena                     | Convento S.Maria Maddalena                    | 10                                             | via Testa, presso il Castelvecchio        | 100.000            |
| 31 agosto 1802                                                                 | Frati Cistercensi                              | Chiesa e monastero della Consolata            | 11                                             | Rione San Silvestro                       | 250.000            |
| 31 agosto 1802                                                                 | Carmelitani Calzati                            | Chiesa e Convento del Carmine                 | 35                                             | nell'area delle "caserme"                 | 613.500            |
| 31 agosto 1802                                                                 | Carmelitani Scalzi o Teresiani di San Giuseppe | Chiesa e Convento di San Giuseppe             | 32                                             | Borgo San Rocco                           | 5.000              |
| 31 agosto 1802                                                                 | Padri Barnabiti                                | Chiesa e Convento di San Martino              | 10                                             | Rione San Martino - San Rocco             | 250.000            |
| 31 agosto 1802                                                                 | Padri Filippini                                | Chiesa e Convento di San Paolo                | 11                                             | Rione San Paolo                           | 46.000             |
| 31 agosto 1802                                                                 | Eremitani Conventuali di Sant'Agostino         | Convento di Sant'Agostino                     | 17                                             | via XX Settembre presso il Monte di Pietà | 114.000            |
| 31 agosto 1802                                                                 | Agostiniani Osservanti di Lombardia            | Chiesa e Convento delle Grazie                | 28                                             | piazza Astesano                           | 201.500            |
| 5 settembre 1802                                                               |                                                |                                               |                                                |                                           |                    |
| Suore Francescane Minori Osservanti (Clarisse Urbaniste)                       | Monastero del Gesù                             | 34                                            | sede dell'Istituto Michelerio                  | 375.000                                   |                    |
| Suore Francescane minori Conventuali (Clarisse)                                | Monastero di Sant'Agnese                       | 27                                            | conosciuto anche come Convento di Santa Chiara | 278.000                                   |                    |
| Suore Benedettine Cassinesi                                                    | Monastero di S.Anastasio                       | 32                                            | sede del Liceo Classico di Asti                | 475.000                                   |                    |
| Canonichesse Regolari Lateranensi (dette Rocchettine)                          | chiesa dell'Annunziata                         | 24                                            | piazza Catena                                  | 303.500                                   |                    |
| Suore Cistercensi con scapolare nero                                           | Monastero di Santo Spirito e Sant'Anna         | 31                                            | Rione San Martino - San Rocco                  | 412.000                                   |                    |

### Papa ed imperatore ad Asti

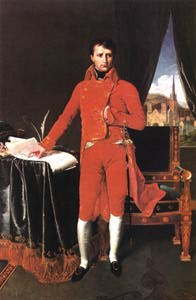
Napoleone Bonaparte primo console, Jean-Auguste-Dominique Ingres

Il vescovo Gattinara tornò da Parigi dopo 4 mesi per preparare l'accoglienza del Papa, che il 26 marzo 1805 giunse ad Asti.
Il Papa era accompagnato da cinque cardinali (Antonelli, Borgia, Braschi, Caselli e De Petra) ed oltre cinquanta personalità ecclesiastiche e laiche. Il corteo era composto da 19 carrozze, 8 furgoni, 5 corrieri e 167 cavalli.
Il giorno dopo celebrò una messa in cattedrale davanti ad una folla immensa.
Alle 10,30 dello stesso giorno ripartì per Alessandria.
Il giorno seguente giunse Napoleone e l'Incisa ci descrive un'accoglienza tutt'altro che calorosa.
Dopo pochi mesi Asti venne retrocessa a semplice capoluogo del circondario di Marengo.

### La diocesi modifica i confini
Con bolla papale del 1º giugno 1803 furono soppresse le diocesi di Susa, Fossano, Alba, Tortona, Bobbio, Casale, Biella e Aosta. Il vescovo Arborio diventò anche vescovo di Alba per l'accorpamento alla diocesi astigiana.
L'unione della diocesi di Alba, fece sì che Giuseppe Benedetto Cottolengo, nato a Bra nel 1786, frequentasse gli studi teologici presso il seminario di Asti e dopo l'ordinazione sacerdotale del 1811, divenisse parte del presbiterio astigiano.
Nell'autunno del 1806 il vescovo Gattinara ricevette il "Mandatum ad visitanda Sacra Limina Sanctorum Apostolorum Petri et Pauli de Urbe", ma essendo ormai malato la relazione a Roma venne inviata tramite un procuratore.
Il 12 gennaio 1809, all'età di 63 anni il vescovo morì; nell'elogio funebre, il canonico Gardini disse che:
Quattro giorni dopo la morte del vescovo Gattinara, il Capitolo della Cattedrale elesse il canonico Evasio Dani dei conti di Magnano, vicario capitolare contro le proteste inutili del vicario generale Carlevaris all'arcivescovo di Torino.
Anche il Carlevaris si ammalò e morì dopo due mesi.

## Genealogia episcopale
La genealogia episcopale è:
- Cardinale Scipione Rebiba
- Cardinale Giulio Antonio Santori
- Cardinale Girolamo Bernerio, O.P.
- Arcivescovo Galeazzo Sanvitale
- Cardinale Ludovico Ludovisi
- Cardinale Luigi Caetani
- Cardinale Ulderico Carpegna
- Cardinale Paluzzo Paluzzi Altieri degli Albertoni
- Papa Benedetto XIII
- Papa Benedetto XIV
- Papa Clemente XIII
- Cardinale Marcantonio Colonna
- Cardinale Giacinto Sigismondo Gerdil, B.
- Vescovo Pietro Arborio Gattinara